# Song of the Sirens
Song of the Sirens (estilizado como 回:Song of the Sirens) é o décimo e último extended play do girl group sul-coreano GFriend, lançado em 13 de julho de 2020, pela Source Music e distribuído pela Kakao M. O EP contém 6 faixas, incluindo a faixa-título Apple.

## Antecedentes
Em 17 de junho de 2020, foi noticiado de que GFriend retornaria em 13 de nulho com um novo extended play intitulado Song of the Sirens. O EP ficaria marcado como o segundo lançamento da série "回". Uma fonte também noticiou que: "GFriend recentemente terminou as filmagens do videoclipe para sua faixa-título. Durante a filmagem, a equipe de produção ficou surpresa com a transformação chocante do grupo." Os pedidos antecipados começaram em 22 de Junho. Em 26 de Junho, o grupo revelou seu calendário de retorno do seu álbum. Em 28 de junho, o grupo lançou um teaser intitulado "A Tale of the Glass Bead: Butterfly Effect" por meio do canal oficial do Youtube da Big Hit Entertainment. Em 30 de Junho, foi revelado o primeiro set de fotos conceituais intituladas "Broken Room". As versões "Tilted" e "Apple" das fotos foram reveladas respectivamente em 2 e 4 de Julho. A lista de faixas do álbum foi revelada em 6 de Julho. O highlight medley foi lançado 2 dias depois. Em 10 de Julho, o primeiro teaser do videoclipe para sua faixa-título "Apple" foi revelado no canal de YouTube da Big Hit Entertainment. O segundo teaser foi lançado dois dias depois. O EP foi lançado em 13 de julho junto do videoclipe de "Apple".

## Produção e composição
Para "Apple", Yuju e Eunha participaram na composição do som e da letra da música. Yuju, Eunha, e Umji participaram na composição da letra de "Tarot Cards", com Yuju e Umji também tendo trabalhado em "Eye of the Storm" juntas, com Umji compondo a letra, e Yuju compondo o instrumental.
A última faixa do álbum, "Stairs in the North", é baseada na história pessoal de SinB. Em uma entrevista com a revista Elle, o grupo comentou sobre como discutiram com a equipe de produção sobre música, incluindo pensamentos sobre o passado, o presente e o futuro do grupo. A faixa foi inspirada principalmente pelos altos e baixos de suas vidas.

## Lista de faixas
| N.º            | Título                                                             | Produtores                                  | Duração |  |
| 1.             | "Apple"                                                            | FRANTS Pdogg "hitman" bang                  | 3:27    |  |
| 2.             | "Eye of the Storm" (눈의 시간; Nun-ui sigan: lit. A Hora do Olho ) | Alyssa Ayaka Ichinose                       | 3:41    |  |
| 3.             | "Room of Mirrors" (거울의 방; Geour-ui bang)                       | Noh Joo-hwan Lee Won-jong                   | 3:27    |  |
| 4.             | "Tarot Cards"                                                      | Jung Ho-hyun (e.one)                        | 3:15    |  |
| 5.             | "Crème Brûlée"                                                     | Lee Woo-min "collapsedone" Justin Reinstein | 3:17    |  |
| 6.             | "Stairs in the North" (북쪽 계단; Bukjjok gyedan)                  | FRANTS                                      | 4:20    |  |
| Duração total: | Duração total:                                                     | Duração total:                              | 21:29   |  |

## Desempenho nas tabelas musicais
| Tabela (2020)                    | Melhor posição |
| -------------------------------- | -------------- |
| Coreia do Sul (Gaon Album Chart) | 3              |

| Tabela (2020)                    | Melhor posição |
| -------------------------------- | -------------- |
| Coreia do Sul (Gaon Album Chart) | 7              |

## Prêmios e indicações
| Música  | Programa Musical | Emissora  | Data                | Ref.   |
| ------- | ---------------- | --------- | ------------------- | ------ |
| "Apple" | The Show         | SBS MTV   | 21 de julho de 2020 | [ 20 ] |
| "Apple" | Show Champion    | MBC Music | 22 de julho de 2020 | [ 21 ] |
| "Apple" | M Countdown      | Mnet      | 23 de julho de 2020 | [ 22 ] |

## Histórico de lançamento
| País          | Data                | Formato              | Gravadora             |
| ------------- | ------------------- | -------------------- | --------------------- |
| Coreia do Sul | 13 de julho de 2020 | Download digital, CD | Source Music, Kakao M |
| Mundo         | 13 de julho de 2020 | Download digital, CD | Source Music, Kakao M |